# 金沢天
金 沢天（キム・テクチョン、朝鮮語: 김택천/金澤天、1895年3月12日 - 1987年1月16日）は、大韓民国の警察署長、政治家。下廂面長、蔚山邑長、第2代韓国国会議員を歴任した。
本貫は金寧金氏。金時興の26世孫、金文起の17世孫で、資産家で慶南日報・東亜日報発起人の金弘祚は父。

## 経歴
慶尚南道蔚山郡（現・蔚山広域市）出身。京城高等普通学校卒。下廂面長、蔚山警察署長、蔚山邑長を務め、1950年の第2代総選挙に無所属で出馬し当選した。